# Karl Christoph Gottlieb Zerrenner

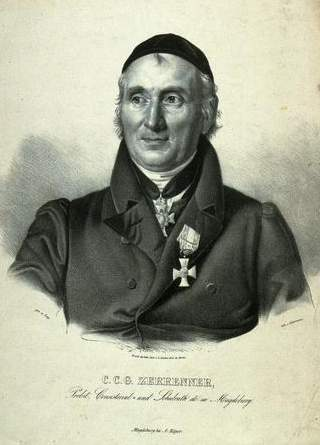
Carl Christoph Zerrener

Karl Christoph Gottlieb Zerrenner, auch Carl Christoph Gottlieb Zerrenner (* 15. Mai 1780 in Beyendorf; † 2. März 1851 in Magdeburg) war ein deutscher evangelischer Theologe, Pädagoge und Schriftsteller. Besondere Verdienste und internationale Beachtung erwarb er sich bei der Neugestaltung des Schulwesens in der Stadt Magdeburg.

## Leben
Zerrenner wurde als Sohn von Heinrich Gottlieb Zerrenner und Katharina Zerrenner im Pfarrhof Beyendorf geboren. Im Hause seines Vaters, der ihm auch den ersten Unterricht erteilte, verkehrten bekannte Reformpädagogen wie Basedow, von Rochow und Salzmann. Ab 1791 besuchte Zerrenner das Pädagogium des Klosters Berge. Er studierte dann ab 1799 wie sein Vater an der Universität Halle Theologie, besuchte jedoch auch die pädagogischen Vorlesungen von August Hermann Niemeyer. 1802 war er zunächst als Privatlehrer tätig, bevor er noch im gleichen Jahr eine Stelle am Pädagogium des Klosters Unser Lieben Frauen erhielt. Bereits 1805 wurde Zerrenner als Prediger an die Heilig-Geist-Kirche in Magdeburg berufen. Hier war er als zweiter Prediger nach Johann Ernst Christian Blühdorn (1767–1842) tätig. 1816 wurde Zerrenner vom preußischen König neben Johann Andreas Matthias (1761–1837) und Johann Friedrich Wilhelm Koch  (1759–1831) zum Konsistorial- und Schulrat ernannt. Mit dem Amtsantritt des Oberbürgermeisters August Wilhelm Francke 1817 setzte in Magdeburg eine Zeit umfassender Reformen ein, die im Schulsektor maßgeblich von Zerrenner mitbestimmt worden. Zerrenner dem als Mitglied des Konsistoriums die Aufsicht über das Volksschulwesen in der preußischen Provinz Sachsen oblag, wurde von Francke auch zum Stadtschulinspektor und Leiter der städtischen Schulkommission ernannt. In dieser Kommission waren auch Georg Friedrich Gerloff (1772–1842) und Johann Georg Christoph Neide tätig. In dieser Zeit, Zerrener war inzwischen erster Prediger an der Heiliggeistkirche und auch Vorsteher am Sankt-Annen-Hospital und dem Sankt-Gertraud-Kloster, lebte er in der Heiligegeiststraße 4.

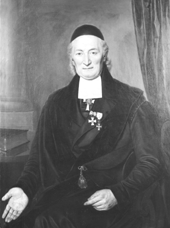
Porträt Zerrenners

Zerrenner entwarf ein neues Magdeburger Schulsystem, welches er auch umsetzte. Es gab mehrere sich ergänzende Schultypen, festgelegte Lehrpläne, Ausstattungen und Gehälter der Lehrer. Die Einhaltung der Schulpflicht wurde überwacht und neue Schulen errichtet. Für Volksschulen wurde die Freiheit von Schulgebühren eingeführt, auch die Lehrmittel standen kostenlos zur Verfügung. Zugleich wurde die geistliche Schulaufsicht abgeschafft. Das Schulsystem war für die damalige Zeit sehr modern und fand internationale Beachtung.

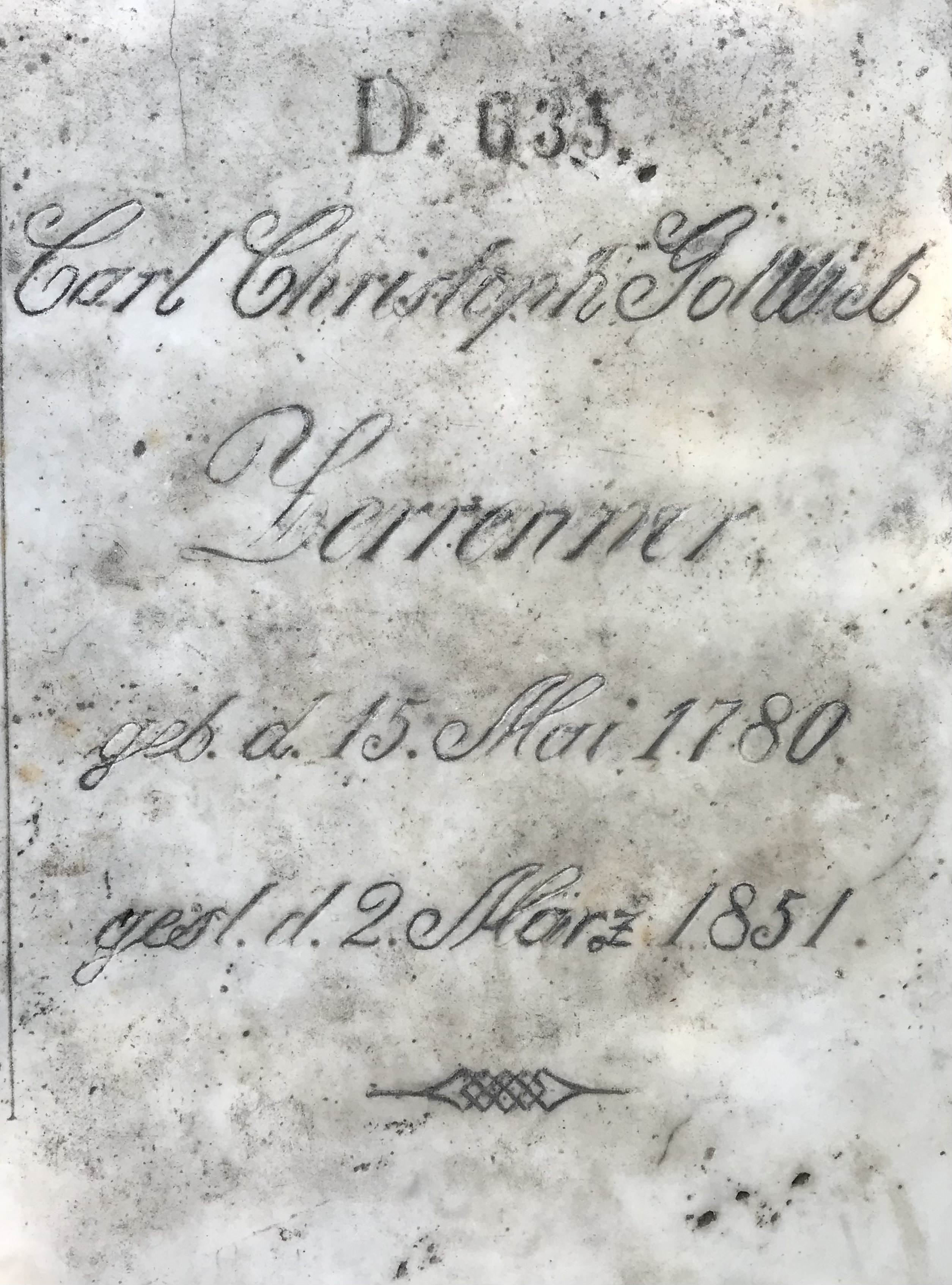
Grabstein Zerrenners im Nordpark Magdeburg

Besonderes Augenmerk widmete er der Ausbildung der Lehrer. 1823 übernahm er die Funktion des Direktors des königlichen Schullehrerseminars Magdeburg und gab dafür seine Stelle als Prediger auf. Zerrenner verband 1828 das Seminar mit einer Taubstummenanstalt, um die auszubildenden Lehrer auch mit den dort erforderlichen Unterrichtsmethoden vertraut zu machen.
1831 wurde Zerrenner als Nachfolger Gotthilf Sebastian Rötgers zum Propst zum Kloster Unser Lieben Frauen und Direktor des Klostergymnasiums gewählt. Er wohnte von 1831 bis 1851 im Haus Regierungsstraße 3 am Kloster. In späteren Jahren geriet Zerrenner mit seinen Ansichten zunehmend in Konflikt mit der staatlichen und städtischen Verwaltung. Ab 1840 wurde sein Einfluss zunehmend beschnitten. Er war Mitglied der Magdeburger Freimaurerloge Ferdinand zur Glückseligkeit.
Zerrenner verstarb am 2. März 1851 in Magdeburg und wurde dort auf dem Nordfriedhof, dem heutigen Nordpark, beigesetzt. Sein Grabstein ist dort noch zu finden.

## Werke
Zerrenner verfasste mehrere praktische Lehr- und Methodenbücher über das Schulwesen und setzte die Herausgabe des „Deutschen Schulfreund“ seines Vaters fort (Bände 47–60, Berlin, zuletzt Magdeburg 1812–23). Darüber hinaus verfasste er 30 Monographien und viele Aufsätze. 1838 veröffentlichte er erstmals Wandtafeln nebst Anleitungen für den Einsatz im Unterricht.
- Der Westphälische Kinderfreund, ein Lesebuch für Volksschulen, Halle: Kümmel 1811 (Digitalisat)
- Der neue deutsche Kinderfreund, Halle: Kümmel 1815 (2. Aufl.) (Digitalisat)
- Kurze Nachricht über das neu organisierte Schulwesen in Magdeburg, 1820
- Methodenbuch für Volksschullehrer, 1820
- Grundsätze der Schulerziehung, der Schulkunde und Unterrichtswiss-, 1824
- Der neue dt. Kinderfreund. Lesebuch für mittlere und obere Classen, 1830 (Digitalisat Theil 2, 3. Auflage 1839)
- Der neue dt. Kinderfreund. Lesebuch für Volksschulen. Theil 1, Hallo: Kümmel 1831 (11. Auflage) (Digitalisat)
- Über das Wesen und den Wert der wechselseitigen Schuleinrichtung, Magdeburg 1832.

## Ehrungen
Zerrenner wurde 1825 Ehrenbürger der Stadt Magdeburg und war Ritter des Roter Adlerordens 3. Klasse. 1833 verlieh ihm die Universität Leipzig die philosophische, 1834 die Universität Halle die theologische Ehrendoktorwürde. Zu seinen Ehren benannte Magdeburg eine Straße als Zerrennerstraße.